# الاتحاد العام للمراكز الثقافية (غزة)
الاتحاد العام للمراكز الثقافية (اختصارًا GUCC) في غزة، فلسطين، هي منظمة غير حكومية تضم في عضويتها 52 منظمة ومركزًا ثقافيًا. تأسست عام 1997، ويقع مقرها الرئيسي في مدينة غزة، يعتبر شبابيك للفن المعاصر الوجه التمثيلي لبرامج الفنون البصرية في الاتحاد العام. وتشمل الأنشطة الأخرى البرمجة والتعليم التي تركز على الشباب. من بين ممولي مشاريع وأنشطة الاتحاد العام مؤسسة عبد المحسن القطان، صندوق قطر للتنمية، والمساعدات الشعبية النرويجية.
تشارك المنظمة أيضًا في أنشطة الدعوة، مثل المشاركة في مبادرة "Gazavision" في عام 2019 والدعوة علنًا إلى مقاطعة مسابقة الأغنية الأوروبية لهذا العام.
وفي عام 2018، شارك ممثلون عن مؤتمر التعاون الخليجي في تنظيم مسيرة العودة الكبرى، وحاولت وزارة الداخلية في غزة إغلاق المنظمة في عام 2010.
ويرأس المنظمة حاليا يسري درويش رئيس مجلس الإدارة .

## الأعضاء
الأعضاء:
- مؤسسة فارس العرب للتنمية والاعمال الخيرية
- جمعية الغد المشرق لابناء البلد
- جمعية بسمة للثقافة والفنون
- جمعية الملتقى التربوي
- جمعية الرواد للشباب الفلسطيني
- مجمع الكرامة للثقافة والفنون
- جمعية أجيال للإبداع والتطوير
- هيئة دار الشباب للثقافة والتنمية
- جمعية المستقبل الخيرية
- جمعية أمواج للتنمية والتطوير المجتمعي
- هيئة الهلال الفلسطيني للإغاثة والتنمية
- جمعية الخريجات الجامعيات
- جمعية يبوس الخيرية
- جمعية أصدقاء الطفل الفلسطيني الخيرية
- الهيئة الفلسطينية للثقافة والفنون والتراث
- جمعية الفردوس لتنمية المرأة والطفل
- جمعية وفاق لرعاية المرأة والطفل
- جمعية الفجر الشبابي الفلسطيني
- جمعية النجاة الخيرية
- جمعية ارتقاء للتنمية المجتمعية
- جمعية التغريد للثقافة والتنمية
- جمعية بيسان الخيرية
- جمعية نبراس للتنمية المجتمعية
- جمعية الفخاري للتنمية الريفية
- جمعية أبناؤنا للتنمية
- جمعية قطوف الخير
- جمعية البيادر للمسرح والفنون